# Pterocactus fischeri
Pterocactus fischeri es una especie de cactus perteneciente a la familia cactaceae, endémica de Argentina.

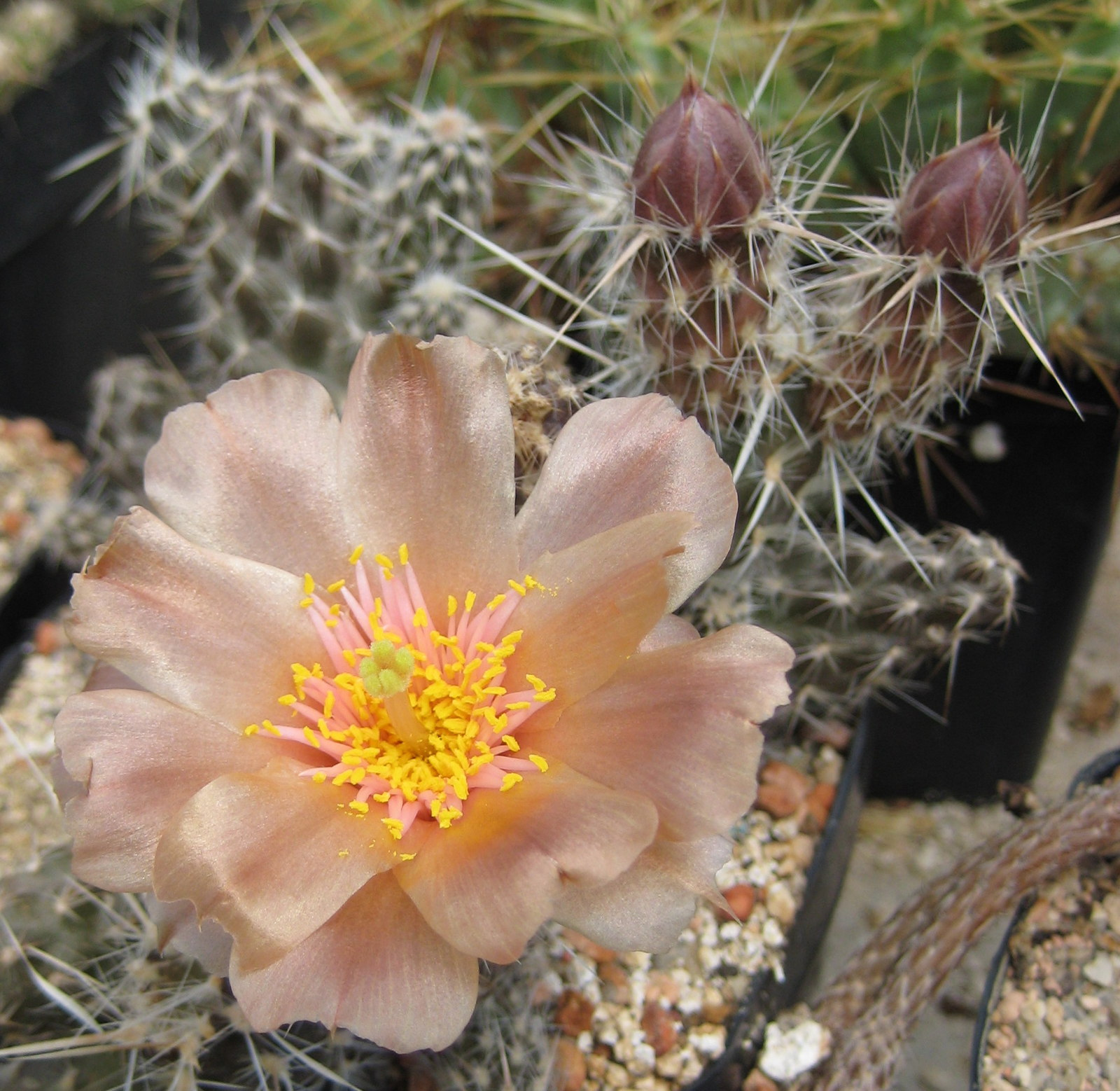
Vista de la planta

## Características
Cactus compuesto de delgados segmentos cilíndricos que nacen de la larga raíz napiforme, normalmente no están ramificados. Numerosos tubérculos, que se disponen en espiral, con aréolas lanosas y gloquidios amarillentos de 2-4 mm de largo con alrededor de 4 espinas centrales de 1,5 cm de largo, algo aplanadas y de color marrón claro o negruzco con la punta amarillenta. Las espinas radiales son alrededor de 12, muy finas, blancuzcas y de unos 6 mm de largo. Las flores diurnas son de color amarillo, amarillo cobrizo o púrpura claro con el estigma rojo de unos 2,5 cm de diámetro. Surgen del ápice de los segmentos nuevos sin tubo floral, por lo que parecen una continuación del segmento cactáceo. La floración ocurre en primavera y verano.
El fruto es seco, de entre 2 a 2,5 cm de diámetro con numerosos tubérculos, dehiscente en la parte superior.

## Cultivo
Se reproduce por medio de semillas o segmentos de la planta madre. Su cultivo es sencillo siempre que se le proporcione pleno sol y sequedad durante la estación fría.

## Taxonomía
Pterocactus fischeri fue descrita por Britton & Rose y publicado en The Cactaceae; descriptions and illustrations of plants of the cactus family 1: 31–32, f. 33–34. 1919.
Etimología
Pterocactus: nombre genérico que deriva de las palabras griegas: pteron, "alas", refiriéndose a las semillas aladas que tienen estas plantas.
fischeri: epíteto otorgado en honor del botánico Friedrich Ernst Ludwig von Fischer.